# Woldemar Barthel
Woldemar Barthel (* 8. Februar 1928 in Hohnstein; † 20. Juni 2010 in Würzburg) war ein deutscher Mathematiker und Hochschullehrer.

## Leben
Barthel studierte ab 1946 Naturwissenschaften und Mathematik an den Universitäten Leipzig und Freiburg im Breisgau und promovierte 1952 zum Dr. rer. nat. 1957 wurde er nach seiner Habilitation mit einer Arbeit zur Konvexgeometrie Dozent für Mathematik an der Universität Freiburg und wechselte 1958 an die Universität Saarbrücken. 1964 wurde er zum ordentlichen Professor für Mathematik an der Universität Würzburg ernannt. 1993 erfolgte seine Emeritierung. Sein Forschungsschwerpunkt war die Geometrie.

## Schriften (Auswahl)
- Über das Verhältnis der Vektorübertragung zu den Variationsproblemen in Finslerschen und Cartanschen Räumen. Freiburg im Breisgau 1952.
- mit Helmut Pabel: Zur Kurventheorie in der vierdimensionalen metrischen Differentialgeometrie. In: Results in Mathematics 1978, Bd. 1, S. 1–41.
- (Mitautor): Geometrie und ihre Anwendungen. Hanser, 1994.